# Webergasse

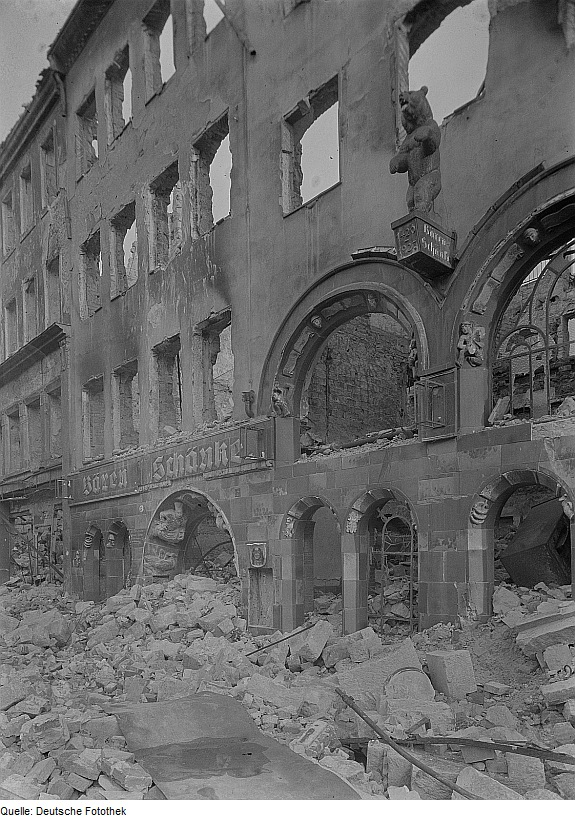
Zerstörte Webergasse mit der Bärenschänke.

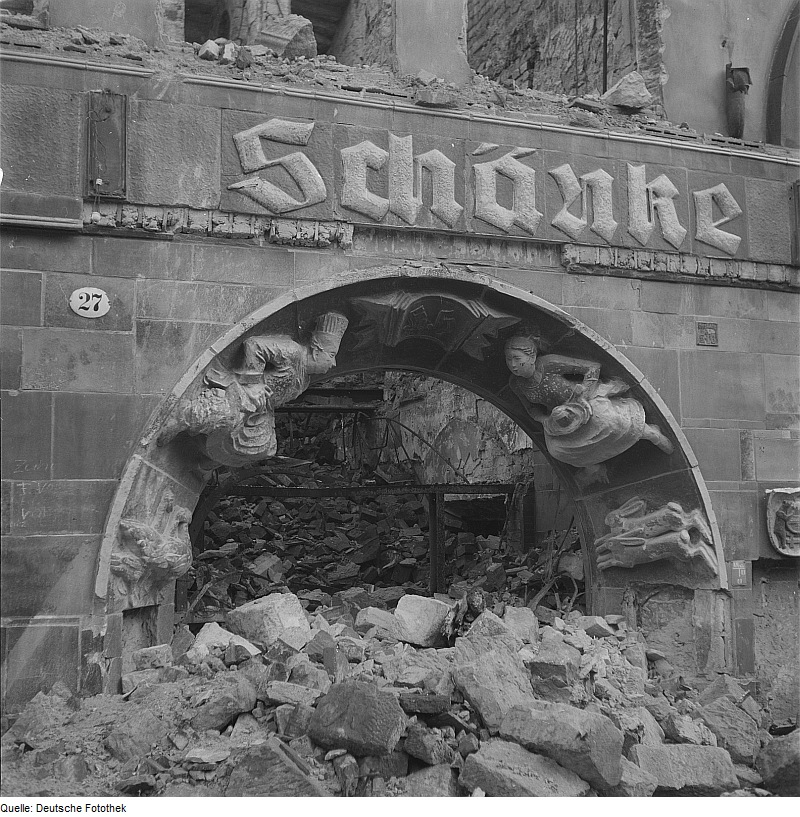
Zerstörte Webergasse mit der Bärenschänke.

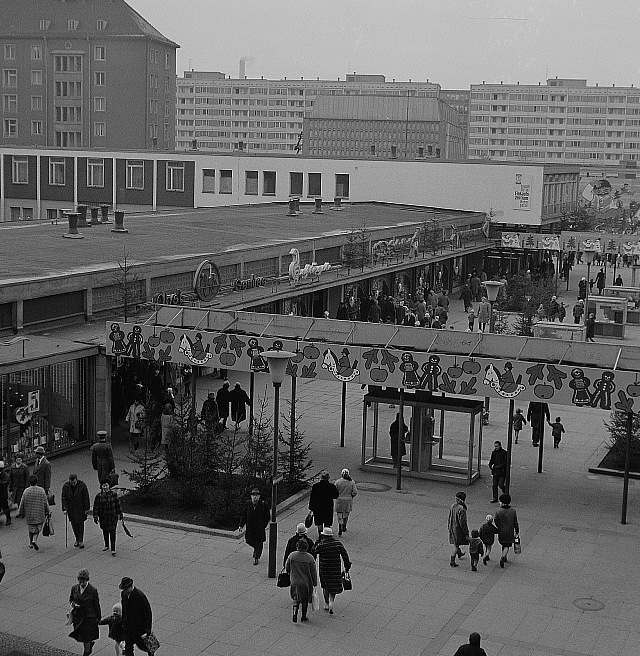
Einkaufszentrum Webergasse 1962 bis 1999

Die Webergasse war eine Straße in Dresden, die vom Altmarkt zur Wallstraße und zum Antonsplatz führte. Sie war eine bedeutsame Geschäftsstraße, wurde aber 1945 bei den Luftangriffen auf Dresden total zerstört und bei der ab 1946 beginnenden Großflächenenttrümmerung vollständig von Ruinen beräumt. Sie wurde in den Jahren 1962 bis 1999 von einer Ladenpassage im Stil der „internationalen Moderne“ und „skandinavischen Leichtigkeit“ abgelöst. Heute ist sie von einem Einkaufszentrum überbaut.

## Geschichte

### Vorkriegszeit
Die Webergasse in Dresden wurde 1396 erstmals als Di wenynge Webergasse erwähnt. Im Jahr 1408 wurde sie als kleyne Webergasse bezeichnet. Seit der zweiten Hälfte des 16. Jahrhunderts trug sie den Namen Webergasse. Namensbegründend war, dass zahlreiche Weber in der Straße ansässig waren und bis 1878 das Innungshaus der Weber hier stand. Das Haus Webergasse Nr. 2, Ecke Altmarkt wurde kurz nach 1500 als Renaissancebau erbaut. Um 1790 erhöhte der Baumeister Christian Traugott Weinlig das Gebäude in Anlehnung an alte Formen um zwei Geschosse für den Buchhändler Johann Christoph Arnold. Das als die Arnoldsche Buch- und Kunsthandlung bekannte Haus wurde 1945 zerstört.
Das Haus Webergasse Nr. 27 b und 29 war als die Volksgaststätte Bärenschänke bekannt. Bemerkenswert war die Innenausstattung  von Oswin Hempel. Aufgrund der zahlreichen kleinen Geschäfte und Gaststätten trug die Webergasse im Volksmund den Namen Fressgasse.
Während des Dresdner Maiaufstands 1848 waren in der Webergasse drei Barrikaden aufgebaut.

### Nachkriegszeit
Bei den Luftangriffen auf Dresden im Februar 1945 wurde die Bebauung der Webergasse vollständig zerstört. Zu Anfang der 1950er-Jahre wurde, trotz eines triumphbogenartigen Zuganges am Dresdner Altmarkt in die Webergasse hinein, der Straßenraum vor der Einmündung der Webergasse auf den Altmarkt zugebaut. Eine Webergasse gab es somit nicht mehr.
In den Jahren 1958 bis 1962 wurde die Webergasse von Wolfgang Hänsch, Gerd Dettmar und Werner Wunderwald als Ladenstraße im rechtwinkligen Zick-Zack mit rechtwinkligen Pflanzbeeten in „skandinavischer Leichtigkeit“ neu angelegt. Ein Kinderkaufhaus von Hänsch und Gerd Dettmar folgte dem Bau der neuen Passage.
Die Ladenpassage war zweistöckig. Im Erdgeschoss befanden sich Läden, im 1. Obergeschoss dagegen auch Restaurants, Eis-Cafés und die Aussichtsterrasse. Weitere Kennzeichen waren die „klaren Flächen, [die] Transparenz … und [die] geschwungene Eleganz“. Zwar unterschied sich der Grundriss der neuen Webergasse von der aus der Vorkriegszeit, doch „die Architektur löste die Nationale Tradition ab und wandte sich der internationalen Moderne zu. Eines der frühesten Beispiele in Dresden.“
An der Einmündung auf den Altmarkt gibt es eine Gedenktafel zur Grundsteinlegung des Wiederaufbaus des Altmarktes. Am Ausgang zur Wallstraße war eine von Erich Otto 1961/1962 unterlebensgroße geschaffene Bronzeplastik Traubenesser aufgestellt, die früchteessende Jugendliche darstellt.

### Gegenwart
Die von Erich Otto 1961/1962 unterlebensgroße geschaffene Bronzeplastik findet man heute auf der Dürerstraße / Ecke Silbermannstraße in Dresden.
Nach der Wende wurde 1999 die Nachkriegswebergasse abgerissen und ab 2002 zugunsten eines neuen Einkaufszentrums, der Altmarkt-Galerie, die 2006 eröffnet wurde, vollständig überbaut.

## Galerie

Skulptur Traubenesser in der Webergasse
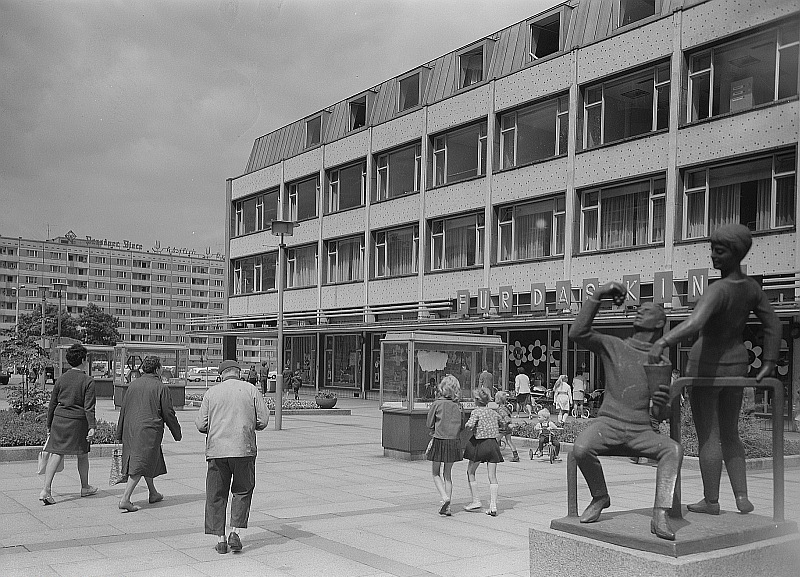
Kinderkaufhaus in der Webergasse
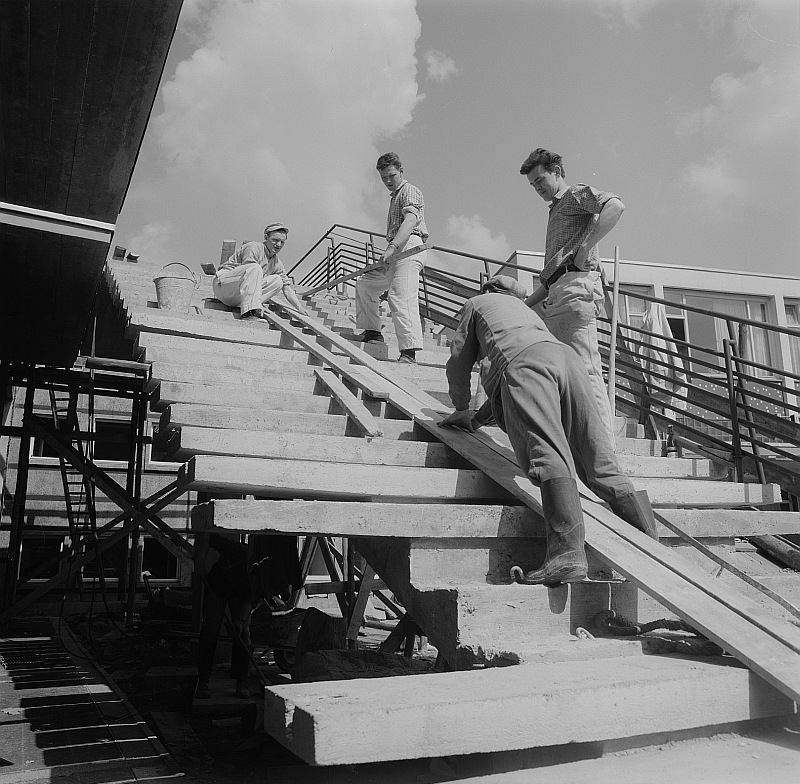
Freitreppe der Wallterrasse
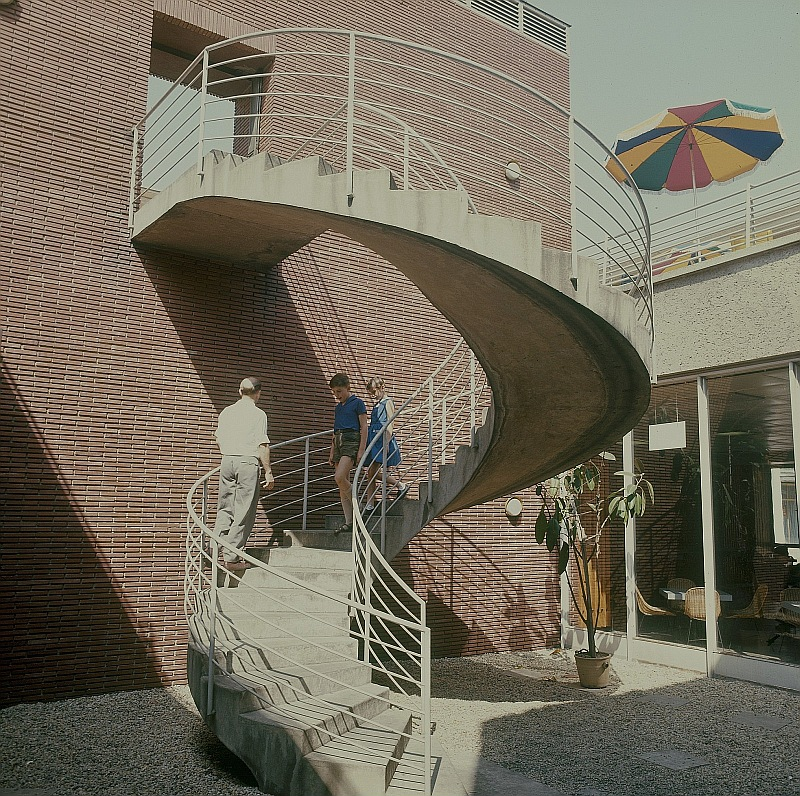
Restaurant auf der Webergasse, 1965
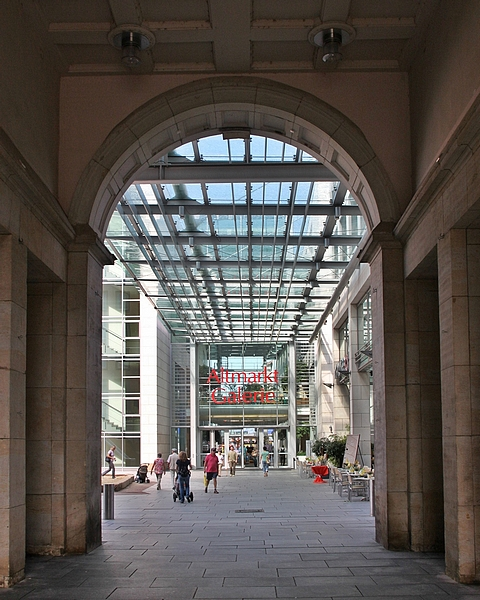
Eingang zur Altmarkt-Galerie vom Altmarkt
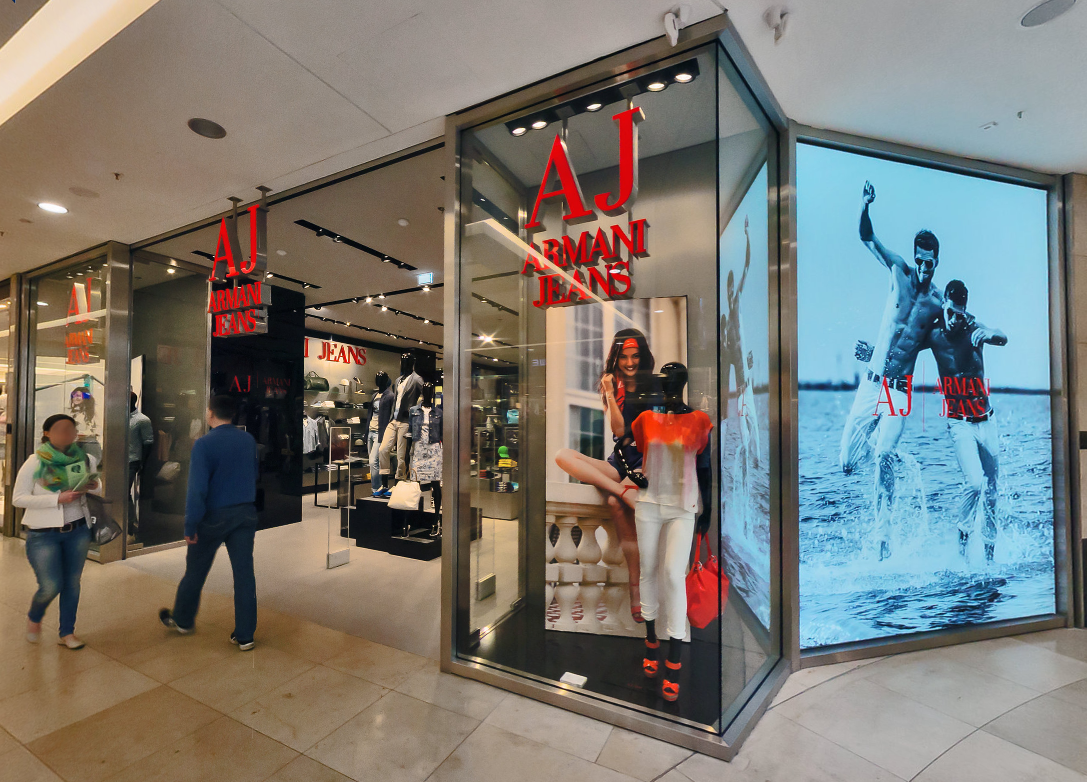
Armani Jeans Boutique in der Altmarkt-Galerie